# Bekölce, Heves
Bekölce  este un sat în districtul Bélapátfalva, județul Heves, Ungaria, având o populație de 657 de locuitori (2011). 

## Demografie
Componența etnică a satului Bekölce
     Maghiari (96,92%)
     Romi (2,57%)
     Germani (0,51%)
Componența confesională a satului Bekölce
     Romano-catolici (62,4%)
     Fără religie (8,68%)
     Reformați (3,5%)
     Necunoscută (25,42%)
     Alte religii (1,98%)
Conform recensământului din 2011, satul Bekölce avea 657 de locuitori. Din punct de vedere etnic, majoritatea locuitorilor (96,92%) erau maghiari, cu o minoritate de romi (2,57%).  Din punct de vedere confesional, majoritatea locuitorilor (62,4%) erau romano-catolici, existând și minorități de persoane fără religie (8,68%) și reformați (3,5%). Pentru 25,42% din locuitori nu este cunoscută apartenența confesională.